# Streptocalypta tortelloides
Streptocalypta tortelloides là một loài Rêu trong họ Pottiaceae. Loài này được (Cardot) R.H. Zander miêu tả khoa học đầu tiên năm 1982.